# Ari Clemente
Ari Paulino Clemente da Silva (San Paolo, 7 gennaio 1939) è un ex calciatore brasiliano, di ruolo difensore.

## Biografia
Lasciato il calcio giocato, lavorò nel Banco Excel, e poi per trent'anni fu agente di sicurezza per il banchiere Ezequiel Nasser.
Ha sposato Dona Elenita, da cui ha avuto tre figli.

## Carriera

### Club
Ari Clemente ha giocato dal 1958 al 1964 nel Corinthians. Nel 1965 passa al Bangu, con cui vince il Campionato Carioca 1966.
Nell'estate 1967 con il Bangu disputò il campionato nordamericano organizzato dalla United Soccer Association: accadde infatti che tale campionato fu disputato da formazioni europee e sudamericane per conto delle franchigie ufficialmente iscritte al campionato, che per ragioni di tempo non avevano potuto allestire le proprie squadre. Il Bangu rappresentò gli Houston Stars, che concluse la Western Division al quarto posto finale.
Da 1968 al 1970 gioca nel Saad, club in cui chiude la carriera agonistica nel 1970.

### Nazionale
Ha disputato una partita con la maglia della nazionale brasiliana nel 1961 contro il Paraguay.

## Statistiche

### Cronologia presenze e reti in nazionale
| Cronologia completa delle presenze e delle reti in nazionale ― Brasile | Cronologia completa delle presenze e delle reti in nazionale ― Brasile | Cronologia completa delle presenze e delle reti in nazionale ― Brasile | Cronologia completa delle presenze e delle reti in nazionale ― Brasile | Cronologia completa delle presenze e delle reti in nazionale ― Brasile | Cronologia completa delle presenze e delle reti in nazionale ― Brasile | Cronologia completa delle presenze e delle reti in nazionale ― Brasile | Cronologia completa delle presenze e delle reti in nazionale ― Brasile |
| Data                                                                   | Città                                                                  | In casa                                                                | Risultato                                                              | Ospiti                                                                 | Competizione                                                           | Reti                                                                   | Note                                                                   |
| ---------------------------------------------------------------------- | ---------------------------------------------------------------------- | ---------------------------------------------------------------------- | ---------------------------------------------------------------------- | ---------------------------------------------------------------------- | ---------------------------------------------------------------------- | ---------------------------------------------------------------------- | ---------------------------------------------------------------------- |
| 29-6-1961                                                              | Rio de Janeiro                                                         | Brasile                                                                | 3 – 2                                                                  | Paraguay                                                               | Amichevole                                                             | -                                                                      |                                                                        |
| Totale                                                                 |                                                                        | Presenze                                                               | 1                                                                      |                                                                        | Reti                                                                   | 0                                                                      |                                                                        |

## Palmarès

### Competizioni statali
- Campionato Carioca: 1

Bangu: 1966